# Colibri de Benjamin
Urosticte benjamini
Espèce
Statut de conservation UICN

 LC  : Préoccupation mineure
Statut CITES
Le Colibri de Benjamin (Urosticte benjamini) est une espèce de colibris présents en Colombie et en Équateur.

## Habitat
Ses habitats sont les forêts tropicales et subtropicales humides de hautes altitudes.

Carte de répartition de l'espèce

## Sous-espèces
D'après Alan P. Peterson, 2 sous-espèces ont été décrites :
- Urosticte benjamini benjamini  (Bourcier) 1851
- Urosticte benjamini ruficrissa  Lawrence 1864

La sous-espèce Urosticte benjamini ruficrissa est parfois considéré comme une espèce séparée Urosticte ruficrissa.